# Urs Kunz
Urs Kunz, né le 3 janvier 1974 à Wald, est un coureur suisse de combiné nordique. 

## Carrière
Il obtient son premier podium en Coupe du monde le 29 décembre 1997 au sprint d'Oberwiesenthal (troisième place). Il prend part quelques semaines plus tard aux Jeux olympiques de Nagano, se classant dix-huitième en individuel et septième par équipes.

## Palmarès

### Jeux olympiques d'hiver
| Épreuve / Édition | Épreuve / Édition | Nagano 1998 |
| Individuel        | Individuel        | 18e         |
| Par équipes       | Par équipes       | 7e          |

### Coupe du monde
- Meilleur classement général : 19e en 1998.
- 2 podiums individuels : 2 troisièmes places.

### Coupe du monde B
- Deuxième place du sprint de Klingenthal, lors de la Coupe du monde B de l'année 2000